# Digonogastra posthumus
Digonogastra posthumus is een insect dat behoort tot de orde der vliesvleugeligen (Hymenoptera) en de familie van de schildwespen (Braconidae). De wetenschappelijke naam van de soort werd voor het eerst geldig gepubliceerd door Gyözö Viktor Szépligeti in 1906.